# Persona (1966)
Persona ist ein in Schwarzweiß gedrehtes schwedisches Psychodrama von Ingmar Bergman aus dem Jahr 1966. Der Film verbindet die Erzählweise des Spielfilms mit Elementen des Experimentalfilms.

## Handlung
Eine Kohlebogenlampe wird entzündet, Filmstreifen laufen durch einen Projektor, Aufnahmen aus Stummfilmen, eines erigierten Penis, der Schlachtung eines Schafes sind zu sehen. Hände werden an ein Kruzifix genagelt, regungslose Körper liegen auf Bahren. Ein vermeintlicher Leichnam öffnet plötzlich die Augen. Die Sequenz endet mit einem Jungen, der auf einer Bahre erwacht, ein Buch aufschlägt, dann streckt er seine Hand nach den übergroß projizierten, unscharfen Gesichtern der Protagonistinnen des nun folgenden Films aus. Es folgt der Vorspann.
Die Krankenschwester Alma wird mit der Betreuung einer Patientin beauftragt. Die Kranke ist die Bühnenschauspielerin Elisabet Vogler, die während einer Aufführung von Elektra aufgehört hat zu sprechen. Laut Befund ist Elisabet Vogler gesund, auch eine Hysterie liegt nicht vor. Die Chefärztin schlägt Alma vor, Elisabet zur weiteren Erholung in ihr Sommerhaus am Meer zu bringen. Es folgen einige unbeschwerte Tage im Sommerhaus, in denen Alma Elisabet hauptsächlich von sich selbst erzählt, von intimen, erotischen Erlebnissen sowie einer ungewollten Schwangerschaft und Abtreibung. Allmählich meint sie, Ähnlichkeiten zwischen ihr und ihrer Patientin zu erkennen, glaubt sogar deren Rolle übernehmen zu können.
Eines Tages fällt Alma ein unversiegelter Brief von Elisabet an die Ärztin in die Hände. In diesem beschreibt die Schauspielerin ihre Krankenschwester nicht als ebenbürtige Freundin, sondern macht sich über deren Offenbarungen lustig und bemerkt, es mache ihr Spaß, Alma zu studieren. Alma ist enttäuscht und wütend. Sie rächt sich an Elisabet, indem sie eine Glasscherbe so drapiert, dass die Schauspielerin hineintritt und sich verletzt. Mit einem scheinbaren, in den Film kopierten Filmriss endet der erste Teil des Films.
Alma ist zusehends hin- und hergerissen zwischen ihrem Wunsch, wie Elisabet und dieser nahe zu sein, und dem Versuch, Distanz zu ihr zu wahren. Es kommt zu verbalen und tätlichen Auseinandersetzungen zwischen den Frauen. Als Alma Elisabet mit einem Topf heißen Wassers bedroht, bittet diese sie, sie zu verschonen, dann schweigt sie wieder.
Elisabets Ehemann erscheint und spricht mit Alma, als sei diese Elisabet. Zuerst verweigert sie sich ihm, dann beginnt sie jedoch, die Rolle seiner Frau einzunehmen. Beide werden von Elisabet beobachtet, auch, als sie gemeinsam im Bett liegen.
Später sind Alma und Elisabet wieder allein im Haus. Alma trifft Elisabet mit einem Bild an, auf dem ein Junge (aus der Eingangssequenz des Films) zu sehen ist, das sie unter ihrer Hand verbirgt. Die Krankenschwester erzählt die Geschichte von Elisabets ungeliebter Schwangerschaft, der Geburt, dem Hass auf ihren Sohn und dem Wunsch, dieser möge sterben. Am Ende der Szene verschmelzen die Gesichter der Frauen.
Alma befreit sich gewaltsam von ihrer Abhängigkeit zu Elisabet. Als Alma sich vorsätzlich am Arm verletzt, drückt Elisabet ihren Mund auf die Wunde. Daraufhin schlägt Alma auf Elisabet ein. In einer kurzen Szene, die ebenso eine Rückblende, eine Fantasie oder eine zukünftige Begebenheit sein könnte, sieht man die Frauen wieder im Krankenhaus; Elisabet spricht zögernd Alma nach: „Nichts“. Gegen Ende des Films packen die Frauen ihre Koffer und reisen aus dem Sommerhaus ab, ohne miteinander zu kommunizieren. Es folgen wieder Aufnahmen des Jungen, Elisabets Sohn, der seine Hand nach den projizierten Gesichtern ausstreckt. Die letzten Filmmeter laufen durch den Projektor, dann erlischt die Projektorlampe.

## Hintergrund

### Produktion und Filmstart

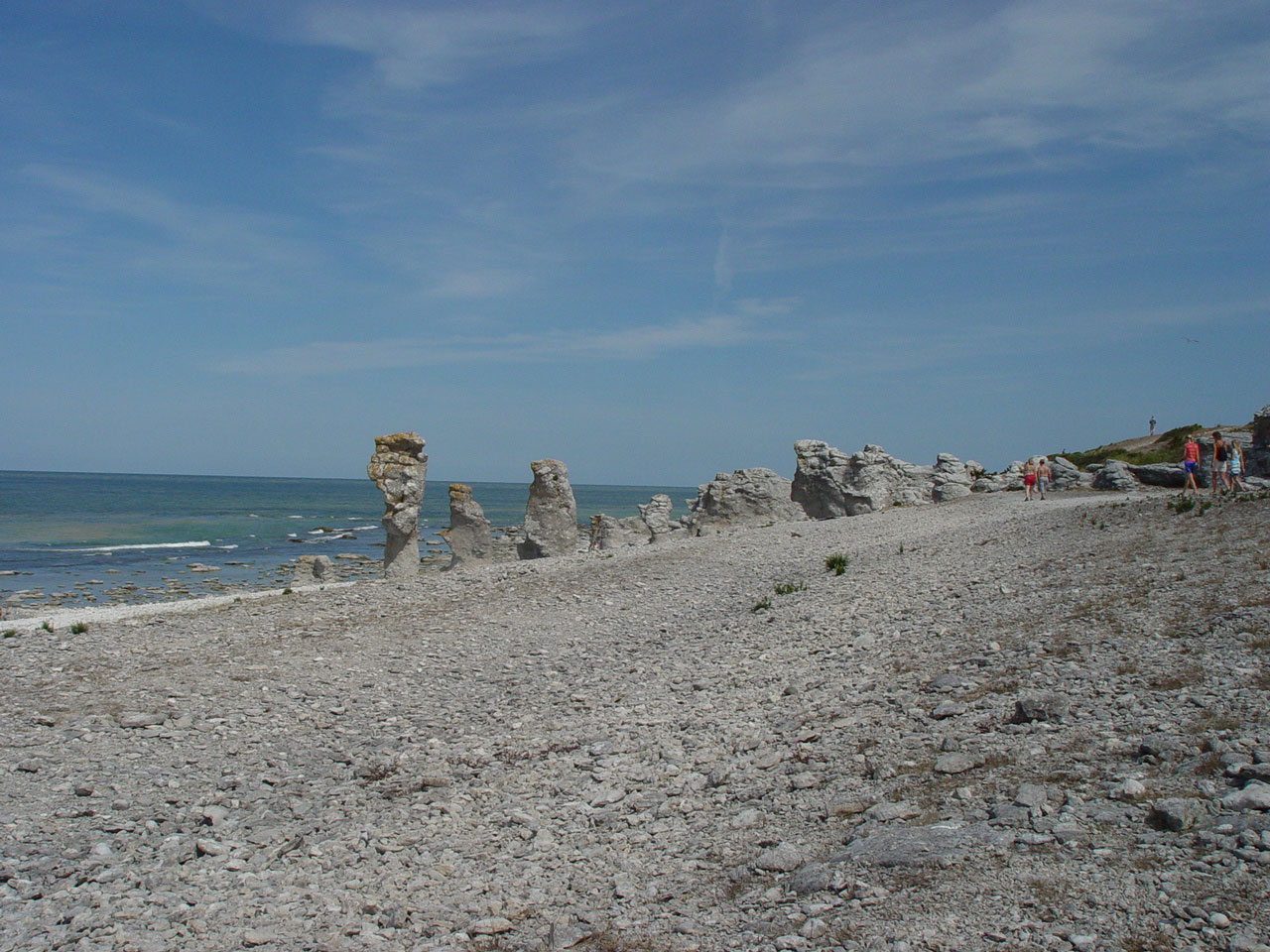
Drehort: Der Strand von Fårö

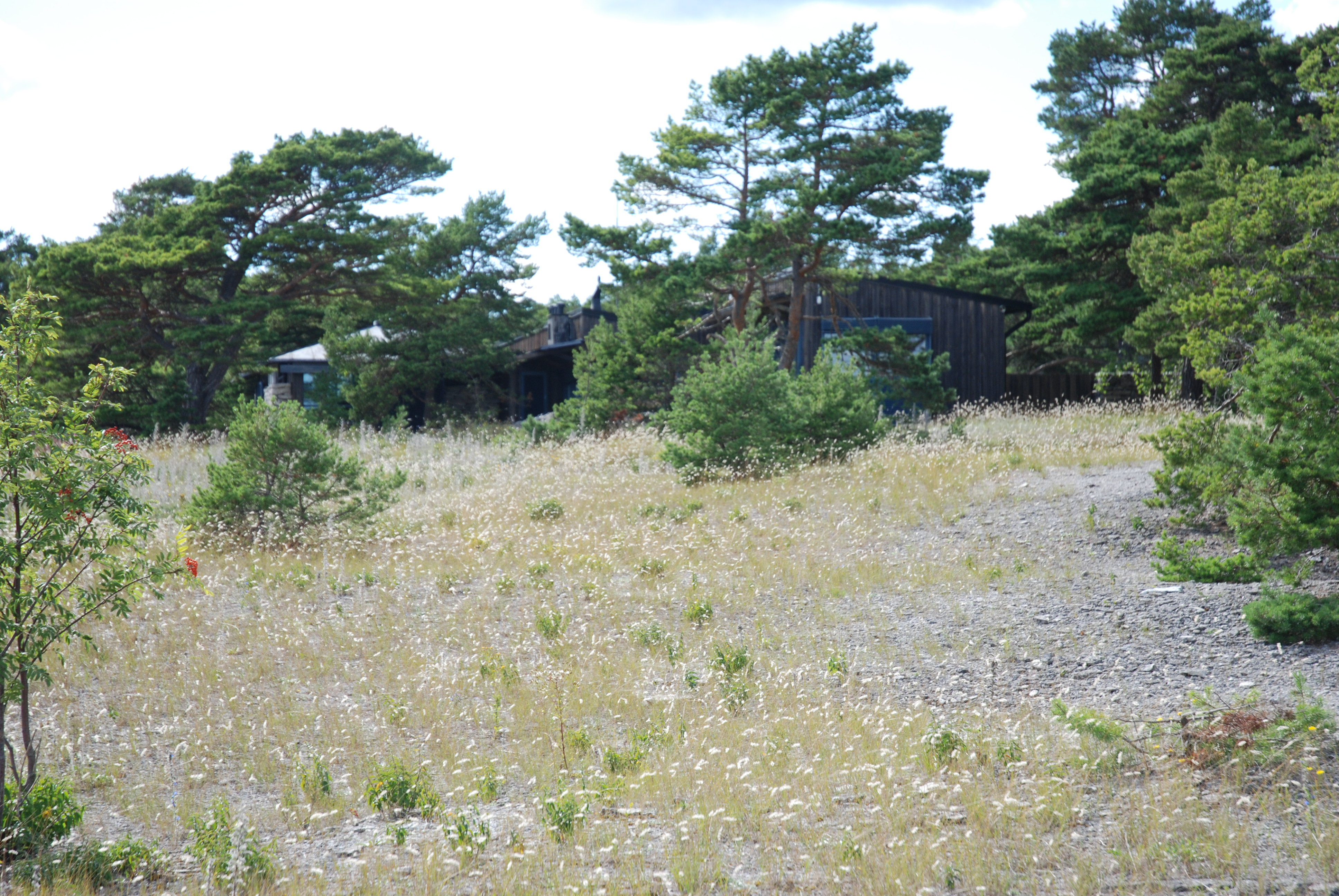
Drehort: Bergmans Ferienhaus in Hammars, Fårö

Im Frühjahr 1965 erkrankte Bergman an Lungenentzündung, weshalb er anstehende Projekte aufschieben musste, darunter „Die Menschenfresser“, das später umgeschrieben und als Die Stunde des Wolfs verfilmt wurde. Während seines Krankenhausaufenthalts entwarf er das Drehbuch zu Persona, das er relativ bald nach seiner Genesung mit Hilfe von Kenne Fant von Svensk Filmindustri realisierte. Bergman erwog als Titel zunächst „Kinematografi“ (= Kinematographie), entschied sich aber auf Fants Drängen für „Persona“, den lateinischen Begriff für die Maske des Schauspielers im antiken Theater.
Persona entstand zwischen dem 19. Juli und 15. September 1965 auf der Insel Fårö und in den Studios in Filmstaden. Die Norwegerin Liv Ullmann trat hier zum ersten Mal in einem Film Bergmans auf, die übrigen Darsteller hatten bereits zuvor mit dem Regisseur gearbeitet.
Persona feierte seine Premiere in Schweden am 18. Oktober 1966. In der BRD lief der Film im September 1966 auf den Nordischen Filmtagen Lübeck und startete am 25. August 1967 in den Kinos.

### Einflüsse
August Strindberg wurde vielfach als wichtiger Einfluss auf Persona bezeichnet; zum einen dessen Stück Ein Traumspiel (1902), welches eine offene, Zeit und Raum aufhebende Form besitzt, zum anderen der Einakter Die Stärkere (1889), der von der Auseinandersetzung zweier Schauspielerinnen handelt, von denen eine spricht, während die andere schweigt. Steene hält jedoch Persona nicht für eine bloße Umsetzung (transposition) von Strindbergs Der Stärkere, da hier eine viel komplexere Studie von psychischer Übertragung (transference) vorliege.

### Analyse
Zu Persona existieren eine Reihe von Interpretationsansätzen. Besonders die selbstreflektierende Haltung des Films wurde wiederholt hervorgehoben.
Christian Metz bezeichnete in Die unpersönliche Enunziation oder der Ort des Films Persona als einen Film, welcher eine „wirkliche Analyse […], die von Schichten von Fiktion umgeben ist“ vorführt. Einerseits werde in der Eingangsmontage, unter anderem durch das Zeigen von Projektoren, auf die Fiktionalität des Werkes und somit auf die Gefährlichkeit der Identifikation mit dem Film hingewiesen. Eine Gefährlichkeit, die auch in der Filmhandlung selbst dargestellt werde, indem sich Krankenschwester Alma mit einer stummen Schauspielerin identifiziert. Das Filmmaterial werde „vor unseren Augen zerstört - und dies genau in dem Augenblick, wo Alma, die Krankenschwester, sich selbst zerstört und sich wegen ihrer Identifikation mit einer anderen Frau, einer Schauspielerin, ‚verbrennt’. Auf diese Weise wird der gefräßige Mechanismus, der uns (friedlich) in jedem Spielfilm bedroht, mit sehr viel größerer Gewalttätigkeit reproduziert“.
Paul Newman Campbell schrieb in seinem Essay The Reflexive Function of Bergman’s Persona, dass sich die selbstreflektierende Haltung, die Film und Publikum miteinander in Beziehung setzt, nicht nur durch die Anfangsmontagen ausdrücke, sondern auch durch zahlreiche Momente, „Warnungen“, in denen es scheine, als sprächen die Figuren zum Publikum.
Für Susan Sontag waren Anfang und Ende oder (in ihren Worten) der „Rahmen“ des Films „eine der deutlichsten Äußerungen des Motivs der ästhetischen Selbstreflexion, die sich durch den ganzen Film zieht. […] Er markiert auf formaler Ebene das Thema der Verdoppelung oder Duplizierung, der sich auf psychologischer Ebene in der Interaktion zwischen Alma und Elisabet findet“.
Bergman selbst wollte diese Deutungen weder bestätigen noch verneinen. Auf die Frage von Interviewer Charles Samuels, ob Bergman mit der Eingangssequenz die Grenzen und die Künstlichkeit seiner Kunst habe aufzeigen wollen, antwortete er, ihr Zweck sei die Verarbeitung seiner schweren Krankheit jener Zeit gewesen: „Ich dachte, dass ich nie wieder etwas erschaffen würde; ich war komplett ausgebrannt, wie tot. Die Montage zu Beginn des Films ist nur ein Gedicht über diese persönliche Situation.“

## Kritiken
Für die Zeitschrift Cahiers du cinéma war Persona der schönste Film Bergmans, weil hier das Kino über sich selbst nachdenke.
Der Spiegel sah Bergman erneut im „Strindbergwerk der Ängste, Zweifel und der Lebenslüge; was er in den Schächten der Seele findet, projiziert er in Schlüsselbildern auf die Leinwand. […] Die quälerischen Visionen und Spekulationen des Pastorensohnes Bergman, cinéastisch von hoher Perfektion, kann sich jeder wie er will erklären. Bergman «lädt die Phantasie des Zuschauers ein, frei über das Material zu verfügen»“.
Das Lexikon des internationalen Films resümierte: „Formal streng und asketisch, inhaltlich reich an metaphysischen und psychologischen Spekulationen, variiert der Film auf faszinierende Weise Grundmotive Bergmans – die Abwesenheit Gottes und die Einsamkeit des auf sich selbst zurückgeworfenen Menschen.“
Etwas zwiespältig urteilt der Evangelische Film-Beobachter: „Formal hervorragend gelöst als in karges Spiel umgewandelte Psychiatrie, doch wie schon oft etwas unerfindlich in der Wahl des Stoffes.“

## Auszeichnungen (Auswahl)
- Guldbagge für den Besten Film und die Beste Hauptdarstellerin (Bibi Andersson) 1967
- National Society of Film Critics Award für den Besten Film, die Beste Regie und die Beste Hauptdarstellerin (Bibi Andersson) 1968

## Drama
Anfang 2009 fand die deutschsprachige Erstaufführung von Persona als Theaterstück am Deutschen Theater Berlin statt. Es spielten Margit Bendokat, Gabor Biedermann, Valery Tscheplanowa und Almut Zilcher, Regie führte Philipp Preuss.

## Film
- Persona: Der Film, der Ingmar Bergman rettete. (OT: „Persona“, le film qui a sauvé Ingmar Bergman.) Dokumentarfilm, Frankreich, 2017, 53:02 Min., Buch: Maria Sjöberg, Regie: Manuelle Blanc, Produktion: Camera lucida productions, arte France, Reihe: Ein Abend mit Ingmar Bergman, Erstsendung: 7. Februar 2018 bei arte, Inhaltsangabe von ARD.